# Landesgartenschau Aue-Bad Schlema 2027
Mit der 10. Sächsische Landesgartenschau (LAGA) soll 2027 nach der Landesgartenschau Oelsnitz/Erzgeb. 2015 ein zweites Mal eine Landesgartenschau im Erzgebirge, diesmal in Aue-Bad Schlema, stattfinden.

## Geschichte
Unter dem Motto „Vom Wismutschacht zur Blütenpracht“ hatte sich die Stadt Aue-Bad Schlema im Jahr 2021 für die Gartenschau für das Jahr 2026  beworben. Im Februar 2022 wurde der Zuschlag zu deren Ausrichtung durch das sächsische Kabinett erteilt. Nachdem im März 2023 das Planungsbüro UKL Landschaftsarchitekten Dresden den Wettbewerb um die Planungen gewonnen hatte, konnten im Frühjahr 2024 die ersten Bauarbeiten beginnen. Weil es jedoch starke Zeitverschiebungen im Beschluss zum Stadthaushalt gegeben hat, plädiert die Ratsversammlung für eine Verschiebung der Veranstaltung auf den April 2027. Der Oberbürgermeister hat in der zweiten Dezemberwoche 2024 einen entsprechenden Antrag an das sächsische Kabinett gestellt. Im März 2025 wurde die Verschiebung offiziell vom sächsischen Kabinett bestätigt.

## Vorbereitungen
Es ist geplant, den bestehenden Kurpark in Bad Schlema mit einem neuen barrierefreien Genussweg von der Kurpromenade ausgehend zusätzlich zu erschließen. Außerdem werden umfangreiche Sanierungen von Anlagenteilen (Brücken, Brunnen, Wege) durchgeführt. Besonders die gärtnerischen Flächen sollen mit Rabatten, Baumpflanzungen und Sonderausstellungsteilen neugestaltet werden.
Zum Konzept gehört außerdem, dass eine nachhaltig angelegte Verbindungsspur zwischen Ober- und Niederschlema entsteht. Auf einer ehemaligen Bahntrasse wollen die Gartenschaumacher Kräuter- und Arzneipflanzen in den Mittelpunkt stellen. Nach der Gartenschau wird diese Grüne Spur eine neue Radwegeverbindung von Schneeberg über Bad Schlema an den Mulderadweg herstellen und damit eine Anbindung an das internationale Radroutensystem ermöglichen. Ein weiterer Kernbereich der Gartenschau wird in Niederschlema rund um das ehemalige Bahnhofsgebäude gestaltet, das Gebäude wird niederschwellig saniert. Während der Landesgartenschau bietet es Platz für floristische Ausstellungen und soll danach Vereinen der Stadt zur Verfügung stehen. Am Bahnhof entsteht zudem ein großer Spielplatz mit BMX-Anlage auf einer ehemaligen Industriebrache.
Mit den Planungen knüpft die Große Kreisstadt Aue-Bad Schlema an die bisherigen umfangreichen Renaturierungs- und Sanierungsarbeiten an, die in Bad Schlema nach dem Ende des Uranbergbaus durchgeführt werden mussten. Mit den Ausstellungsflächen sollen auch Beispiele für Anpassungsmaßnahmen für Klimaresilienz und zukünftige biologische Vielfalt auch auf Bergbausanierungsflächen gegeben werden. 

## Finanzierungs- und Terminprobleme
Für Investitions- und Durchführungsausgaben der LAGA gewährt der Freistaat Sachsen einen Gesamtzuschuss von maximal fünf Millionen Euro. Die durch die Stadt Aue-Bad-Schlema aufzubringenden Eigenleistungen führten jedoch im Zusammenhang der hohen Zuschuss- und Darlehensgewährung an die Kurgesellschaft Schlema mbH dazu, dass zwischenzeitlich mehrfach Finanzierungsstopps ausgesprochen werden mussten. Der verbindliche Haushalt für 2024 konnte erst Anfang Dezember 2024 beschlossen werden. Das hatte zur Folge, dass alle Detailaufträge  fast ein halbes Jahr hinter den Planungen zurücklagen und die ursprünglichen Veranstaltungstermine im Jahr 2026 nicht mehr gehalten werden konnten. Insbesondere benötigen die umfangreichen Pflanzungen entsprechende Wachstumszeiten und eine Verschiebung auf das Frühjahr 2027 schaffte eine zusätzliche Wachstumsperiode. Die Stadtverwaltung richtet ihr Augenmerk darauf, dass die kommende Sächsische Landesgartenschau in höchster Qualität stattfinden kann „und dabei allen Gästen aus nah und fern ein einzigartiges, blühendes und unvergessliches Erlebnis zu bieten“. Deshalb wurde nun der Antrag auf eine Verschiebung gestellt.